# Condado de Kay
O Condado de Kay é um dos 77 condados do estado norte-americano do Oklahoma. A sede do condado é Newkirk, onde possui como maior cidade Ponca City.
A área do condado é de 2448 km² (dos quais 68 km² são cobertos por água), uma população de 48 080 habitantes e uma densidade populacional de 20 hab/km².

## Condados adjacentes
- Condado de Cowley, Kansas (norte)
- Condado de Osage (leste)
- Condado de Noble (sul)
- Condado de Garfield (sudoeste)
- Condado de Grant (oeste)

## Cidades e Vilas
- Blackwell
- Braman
- Kaw City
- Kildare
- Newkirk
- Ponca City
- Tonkawa